# O2 (företag)

O2:s logotyp.

O2, (ofta O2) är en brittisk telekomkoncern som sedan 2006 ingår i spanska Telefónica.
O2 var fram till 2001 ett dotterbolag till British Telecom under namnet Cellnet och senare BT Cellnet. Namnet O2 används förutom i Storbritannien på marknaderna i Tyskland, Irland och Tjeckien. O2 gav dotterbolagen i Tyskland (VIAG Interkom), Irland (Esat Digifone) och Nederländerna (Telfort) det gemensamma namnet O2, till exempel O2 Germany och alla produkter marknadsförs under namnet O2.
O2 är den kemiska beteckningen för syrgas.